# Masterpiece Theatre
Masterpiece Theatre è il quarto album in studio del gruppo musicale statunitense En Vogue, pubblicato il 23 maggio 2000 dalla Elektra Records.

## Tracce
1. Riddle – 5:09 (Denzil Foster, Thomas McElroy, Terry Ellis, Cindy Herron, Maxine Jones)
2. No, No, No (Can't Come Back) – 3:09 (Denzil Foster, Thomas McElroy, Terry Ellis, Cindy Herron, Maxine Jones, Raymond Ransom Jr.)
3. Falling in Love – 4:08 (Denzil Foster, Thomas McElroy, Terry Ellis, Cindy Herron, Maxine Jones)
4. Suite (feat. Russell Gatewood) (Intro) – 0:26 (Russell Gatewood)
5. Love U Crazay (feat. Kamil Marzette) – 4:19 (Denzil Foster, Thomas McElroy, Michael J. Mani)
6. Sad But True – 4:08 (Denzil Foster, Thomas McElroy, Michael J. Mani)
7. Love Won't Take Me Out – 4:59 (Denzil Foster, Thomas McElroy, Michael J. Mani)
8. Whatever Will Be, Will Be – 4:43 (Denzil Foster, Thomas McElroy, Terry Ellis, Cindy Herron, Maxine Jones)
9. Suite (feat. Russell Gatewood) (Outro) – 0:05 (Russell Gatewood)
10. Beat of Love – 4:13 (Denzil Foster, Thomas McElroy)
11. Latin Soul – 4:32 (Denzil Foster, Thomas McElroy, Terry Ellis, Cindy Herron, Maxine Jones)
12. Work It Out – 4:27 (Denzil Foster, Thomas McElroy, Terry Ellis, Cindy Herron, Maxine Jones, Dave Meyers, B. Thompson)
13. Those Dogs (feat. Bobby McFerrin & Eklypse) – 4:09 (Denzil Foster, Thomas McElroy, Terry Ellis, Cindy Herron, Maxine Jones, Michelle Woods, Robert Page, Tony Woods)
14. Number One Man – 4:39 (Denzil Foster, Thomas McElroy, Terry Ellis, Cindy Herron, Maxine Jones, Marlon McClain, Mark Lomax, Curtis Mayfield)

Traccia aggiunta nella versione giapponese
1. Riddle (Red Zone Remix Edit) – 5:09 (Denzil Foster, Thomas McElroy, Terry Ellis, Cindy Herron, Maxine Jones)

## Formazione
- Terry Ellis
- Cindy Herron
- Maxine Jones

## Classifiche
| Classifica (2000) | Posizione massima |
| ----------------- | ----------------- |
| Belgio (Vallonia) | 49                |
| Francia           | 56                |
| Germania          | 22                |
| Paesi Bassi       | 56                |
| Stati Uniti       | 67                |
| Svizzera          | 28                |